# 法裔馬達加斯加人
法裔馬達加斯加人，是马达加斯加一個人數雖少但組織緊密的法國人社群，他們多是19世紀-20世紀法國殖民者的後裔，他們現在是馬達加斯加少數族群之一。

## 歷史
法國定居者為了殖民該島的一部分而作出了幾次早期的嘗試，沒有持久的效果。法國人在1840年代才在馬達加斯加建立了更大的立足之地，法國在與薩卡拉瓦人進行談判後，在馬達加斯加西北部建立了保護國。到1894年，整個馬達加斯加島被法國統治，1896年被宣佈為法國殖民地。許多法國定居者和殖民者定居在馬達加斯加，他們主要是農民或政治人物。這很快主導了殖民地的財政，政治影響和統治地位。
定居的法國人小社群主宰了殖民地早期的大多數財富。然而，在1914年，法國當局允許馬達加斯加人民提出他們在政治領域的第一個代表人物和聲音。
當時法國經濟受到外部和內部的壓力，特別是波動的經濟環境。許多法國人在勞工界掙扎 馬拉加什人的勞工需求與歐洲人的勞工需求相衝突。 1926年，法國人獲准使用政府的SMOTIG計劃，一項公共工程計劃。當時法國定居者的另一個挫折是氣候。法國農民特別需要面對這個問題，幾場颱風破壞農作物，使受影響的法國農民面臨財務困難。
1947年和1948年，法國殖民政府遭到馬拉加什改革民主運動圍困，反叛分子襲擊了法國的殖民地政府大樓和財產。 這發展成為一場戰爭，造成550名法國人喪生。 當時有幾千名在馬達加斯加的法國人因擔心他們的安全回流法國。
在馬達加斯加過渡到獨立國家的整個五十年代和六十年代初期，大多數法國人口出走，主要是回流法國。因為當時法裔受的壓迫越來越大。20世紀70年代初，馬達加斯加只有不超過105,000名法國人。這個數字已經回升，現在馬達加斯加的法國人口數量約為124,000人，其中18,000人是在法國出生。

## 宗教
大多數法裔馬達加斯加人是基督徒特別是天主教徒，少數人信仰新教，一些人沒宗教信仰，少數人信猶太教。

## 語言
法裔馬達加斯加人多以法語為母語，也有人說馬拉加什語